# Scytodes dorothea
Scytodes dorothea là một loài nhện trong họ Scytodidae.
Loài này thuộc chi Scytodes. Scytodes dorothea được Willis J. Gertsch miêu tả năm 1935.